# Флаг Рассказовского района
Флаг муниципального образования Расска́зовский район Тамбовской области Российской Федерации — опознавательно-правовой знак, служащий официальным символом муниципального образования.
Флаг утверждён 28 июня 2012 года решением Рассказовского районного Совета народных депутатов № 133 и 19 октября 2012 года внесён в Государственный геральдический регистр Российской Федерации с присвоением регистрационного номера 7975.

## Описание
«Прямоугольное двухстороннее полотнище голубого цвета с отношением ширины к длине 2:3, в центре которого жёлтый венок их хлебных колосьев, внутри которого возникающая снизу из-за венка жёлтая голова петуха, с чёрными глазами и красными гребнем и бородкой, а по краям полотнища половинки зелёных елей, тонко окаймлённых жёлтым цветом».

## Обоснование символики
Рассказовский район был образован 20 мая 1928 года в связи с введением нового административно-территориального деления и образованием Центрально-Чернозёмной области. С 13 июня 1934 года Рассказовский район находился в Воронежской области, а с 27 сентября 1937 года и по настоящее время в Тамбовской области.
На протяжении всей истории Рассказовский район развивался преимущественно в сельскохозяйственном направлении. Природа щедро одарила район плодородными землями. Здесь выращивают зерновые и другие сельхозкультуры.
Венок из хлебных колосьев символизирует Рассказовский район как крупнейшего производителя зерновых культур.
Петух — символ хозяина и защитника двора, символ бдительности и отваги, символ вестника утра и сторожа ночи; в то же время он является символом крупнейшего предприятия Черноземья птицезавода «Арженка».
Выходящие по краям полотнища ели — символ богатой природы Рассказовского района.
Голубой цвет (лазурь) — символ возвышенных устремлений, искренности, преданности, возрождения.
Зелёный цвет символизирует весну, здоровье, природу, молодость и надежду.
Жёлтый цвет (золото) — символ высшей ценности, величия, богатства, урожая
Красный цвет — символ труда, мужества, жизнеутверждающей силы, красоты и праздника.